# Wolfchant
Wolfchant is een Duitse metalband die in augustus 2003 in Sankt Oswald-Riedlhütte opgericht is door zanger/basgitarist 'Lokhi', gitarist 'Gaahnt', gitarist 'Skaahl', en drummer 'Norgahd'. De teksten gaan over volksverhalen, sagen en legenden uit de Noordse mythologie en de band wordt mede daardoor tot de pagan metal of vikingmetal gerekend. In augustus 2005 tekenden ze een contract met CCP Records. Met het album Bloody Tales of Disgraced Lands groeide de bekendheid van de band.
De band heeft diverse personele wijzigingen gekend. In februari 2007 kwam basgitarist 'Nattulv' bij de band nadat 'Gaahnt' om persoonlijke redenen was gestopt. In 2009 volgde 'Bahznar' 'Nattulv' op bij het album Determined Damnation, 'Bahznar' werd in 2011 dan weer vervangen door 'Sarolv' die sinds 2011 basgitaar speelt. Gitarist 'Derrmorh' werd in 2010 vervangen door 'Ragnar' en ook is de band in de loop der jaren uitgebreid met een tweede zanger ('Nortwin') voor de cleane zangpartijen en een toetsenist genaamd 'Gvern'.
In 2017 bracht Wolfchant een heropgenomen versie van hun debuutalbum The Fangs of the Southern Death uit. Ook werd er een album met nieuwe muziek uitgebracht, dit album werd genaamd Bloodwinter.

## Huidige bandleden
- Mario 'Lokhi' Möginger – Zang (grunts)
- Michael 'Nortwin' Seifert – Zang (clean) (sinds 2010)
- Mario 'Skaahl' Liebl – Gitaar
- 'Ragnar' – Gitaar (sinds 2010)
- 'Sarolv' – Basgitaar (sinds 2011)
- Daniel 'Norgahd' Liebl – Drums en achtergrondzang
- Dieter 'Gvern' Kasberger – Keyboard (sinds 2009)

### Voormalige bandleden
- Richard 'Derrmorh' Söldne – Gitaar (2005–2010)
- Gaahnt – Gitaar (2003–2005), Basgitaar (2005–2007)
- Nattulv – Basgitaar (2007–2008)
- Bahznar – Basgitaar en achtergrondzang (2008–2011)

## Discografie
- The Fangs of the Southern Death (2004)
- The Herjan Trilogy (EP) (2004)
- Bloody Tales of Disgraced Lands (2005)
- A Pagan Storm (2007)
- Determined Damnation (2009)
- Call Of The Black Winds (2011)
- Embraced by Fire (2013)
- Bloodwinter (2017)